# Rejsen til håbets ø
Rejsen til håbets ø er en bog skrevet af Jacob Clausen fra 1992. Handlingen foregår ombord på skibet St. Peter på Vitus Berings rejse til Alaska. Hovedpersonen er volontøren Lorentz Waxell. Bogen beskriver livet som volontør, og rejsen til og fra Alaska. St. Peter når aldrig at ankomme til Amerika, som er deres hensigt i starten.
| Bog | Spire Denne artikel om bøger og tidsskrifter er en spire som bør udbygges. Du er velkommen til at hjælpe Wikipedia ved at udvide den. |